# Aethionema rhodopaeum
Aethionema rhodopaeum là một loài thực vật có hoa trong họ Cải. Loài này được D.K.Pavlova mô tả khoa học đầu tiên năm 2007.